# ASV液晶
ASV液晶（アドバンスト・スーパー・ビュー液晶、Advanced Super View液晶）は、シャープが開発したVA方式型の液晶ディスプレイ。
通常より価格は上昇するものの液晶の短所を克服した、高視野角・高反応速度・高コントラストが特徴の新しいタイプのTFT液晶で、同社の看板製品であるAQUOSや高付加価値携帯電話、ソニー・コンピュータエンタテインメント （SCE, 現：ソニー・インタラクティブエンタテインメント、SIE）の製品であるPSPなどで使用されている。
2007年に発表された、従来のアドバンストTFT液晶パネルにASVの技術を組み合わせたモバイルASV液晶の新製品では、上下左右共に視野角176度（170度）、応答速度8ms(25ms)、コントラスト比2,000:1(350:1)、色再現性NTSC比100% となっている（カッコ内は同従来品の値）。

## 概要
従来の液晶は、液晶の分子を傾けて明暗を調節していたが、見る角度により傾き方が変わり遮断されるべきところで光が通過してしまったり、その逆の状態が起きるために見づらくなってしまう。そのため、上下40度、左右90度程度の範囲でしかまともに見ることができなかった。しかし、ASV液晶では垂直配向させた液晶分子を画素中央の突起に対し、放射状に全方向に配列させること（マルチドメイン）により、「広視野角と高速応答」を実現することができ、色の変化・反転もほとんど起こらない。
スイッチがオフの時に光が透過せず画面が黒い状態となる、ノーマリーブラック型のパネルである。